# Diopsis preapicalis
Diopsis preapicalis är en tvåvingeart som beskrevs av Speiser 1910. Diopsis preapicalis ingår i släktet Diopsis och familjen Diopsidae. Inga underarter finns listade i Catalogue of Life.